# Palacio de Mirabell
El palacio de Mirabell (del alemán: Schloss Mirabell) es un edificio histórico en la ciudad de Salzburgo, Austria. El palacio con sus jardines está catalogado como monumento del patrimonio cultural local y parte del centro histórico de la ciudad de Salzburgo reconocido como Patrimonio de la Humanidad por la Unesco.

## Historia
Hacia los años ochenta del siglo XVI, los canónigos de la catedral de Salzburgo no gozaban, de fama de hombres piadosos, muy inclinados a lanzarse a correrías nocturnas. Este comportamiento inadecuado era explicable. En aquella época los hijos menores de las familias aristocráticas, excluidos de la herencia paterna, ricos en prosapia, pero pobres en hacienda, tenían que elegir entre la carrera de armas o el mucho menos excitante pero no menos rentable de las prebendas eclesiásticas. Uno de ellos fue Wolf Dietrich von Rathenau, al que los alegres canónigos de Salzburgo eligieron como arzobispo el 2 de marzo de 1587. Al decir verdad, podía exhibir buenas credenciales para merecer tan alto cargo: su padre, capitán imperial en Vorarlberg, no era de estirpe excesivamente ilustre, pero su madre siendo hija de una Médicis de Marignano, tenía a su favor ser sobrina del papa pío IV, además su tío, hermano de la madre, era Marcus Stticus, cardenal y obispo de Constanza. No debe de extrañarnos pues, que el joven Wolf Dietrich fuera canónigo de aquella ciudad a la edad de doce años. A los dieciséis años fue nombrado prepósito de la catedral de Basilea y poco después coadjutor de algunos conventos, además de canónigo de Salzburgo. Sus distintas rentas le permitieron ir a la universidad de Pavia y después al colegio Germánico de Roma y realizar al finalizar sus estudios, una agradable vida errabunda de gentilhombre curioso y refinado en Francia y en España. En una fastuosa ceremonia fue consagrado subdiácono, sacerdote y obispo, convirtiéndose en príncipe reinante. Sin embargo tantas obligaciones no le alejaron de intereses poco ortodoxos, ya que el objeto de sus atenciones era Salomé Alt, una de las muchachas más bellas de Salzburgo. El encuentro tuvo lugar en una trinkerstube en el curso de una fiesta. Poco después la séptima hija del comerciante y consejero comunal Wilhelm Atl fue llevada ex domo patris a la residencia episcopal. La consecuencia de este traslado fue el posterior nacimiento de quince hijos. Debido a estas Bendiciones divinas el obispo-padre, suplica al emperador Rodolfo II, para que a la prolífica y amorosa madre, le fuera reconocido rango nobiliario y el derecho a ostentar escudo y divisa. Así tuvo lugar el implícito reconocimiento del estado conyugal, Salomé Alt se convirtió en Salomé Alt von Altenau. Debido a este reconocimiento se debe la creación de Mirabell, la grande y suntuosa residencia mandada construir por Wolf Dietrich sobre 1606 en la orilla derecha del río Salzach, en las afueras de las murallas de Salzburgo de acuerdo con modelos italianos y franceses,  y que daría un digno asilo a la numerosa e insólita familia. Pero  la brillante carrera de Wolf Dietrich sufrió muy pronto una dura caída a causa de las siempre constantes tensiones con Baviera, que en 1611, llevaron a la guerra. Entonces con una pusilanimidad increíble en un hombre que sostenía que su verdadera vocación era la de las armas, el obispo se dio a la fuga, abandonando obispado, familia y dignidades para refugiarse en Carintia. Su tío Marcus Sitticus nombrado por los canónigos como su sucesor, había heredado, con el nombramiento, la fabulosa villa que fue abandonada por Salomé. Los jardines fueron ampliados poco a poco hasta llegar a los nuevos bastiones. En 1818 un incendio la destruyó casi por completo. El Mirabell que podemos contemplar hoy es la fría y académica reconstrucción que trazara el presidente de la facultad de arquitectura de Viena, Petro Nobile. Se salvó del fuego la fachada oeste del patio, la rica escalera de honor, el fastuoso salón de Mármol y la capilla. El salón de mármol se ha convertido en la sala de los matrimonios civiles. Entre los retratos que adornan la gran sala se encuentra también el de Salomé von Alteneau, en uno de los medallones que, en la parte superior, se alternan con las ventanas ovales, cuando el palacio fue restaurado después de un incendio.
En sus jardines de planta geométrica hay estatuas de temática mitológica que datan de 1730 y cuatro grupos de esculturas (Eneas, Hércules, Paris y Plutón) del escultor italiano Ottavio Mosto, de 1690. El jardín destaca por sus diseños de boj.

## Uso actual
Hoy alberga las oficinas del alcalde de Salzburgo y el consejo municipal. El Marble Hall, anteriormente el salón de baile de los príncipes-arzobispos y lugar de conciertos de Leopold Mozart y sus hijos Wolfgang y Nannerl, está considerado como uno de los "salones de bodas más bellos del mundo". Reuniones, ceremonias de premios y conciertos románticos (Conciertos del Palacio de Salzburgo) se celebran en él regularmente. 

## Otros usos
Varias escenas de The Sound of Music fueron grabadas aquí. María y los hijos cantan 'Do-Re-Mi' mientras bailan en torno a la fuente del caballo y juegan con los pasos como escala musical.
El Palacio de Mirabell también es un lugar popular para la celebración de bodas.

Vistas históricas
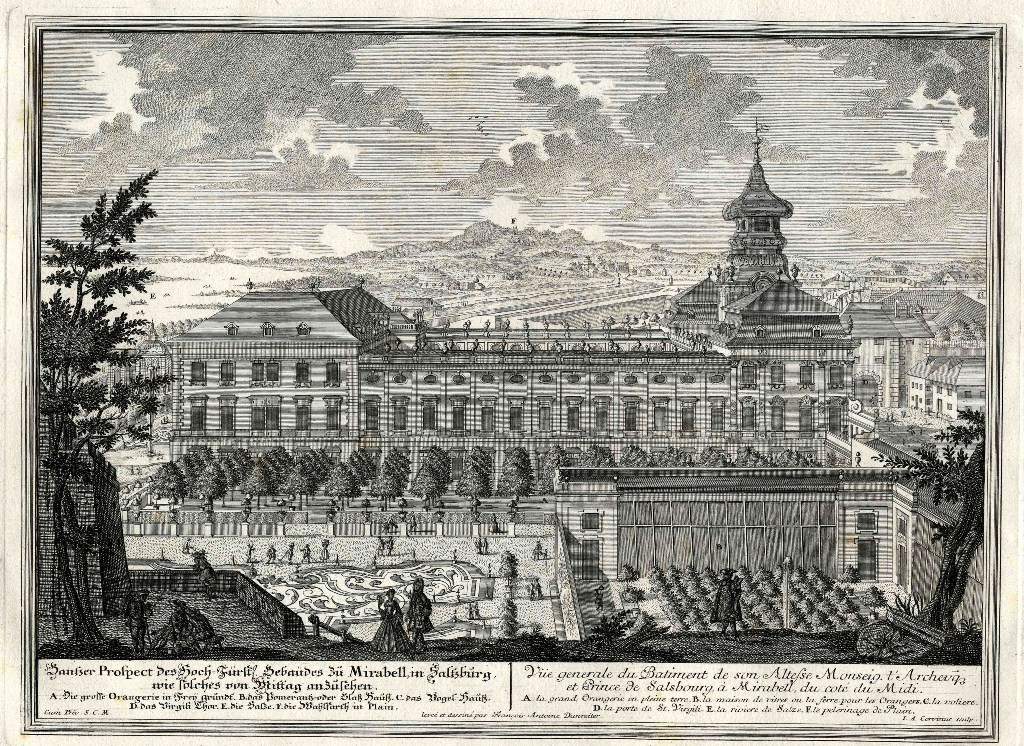
El castillo en una estampa de Franz Anton Danreiter (ca. 1735)
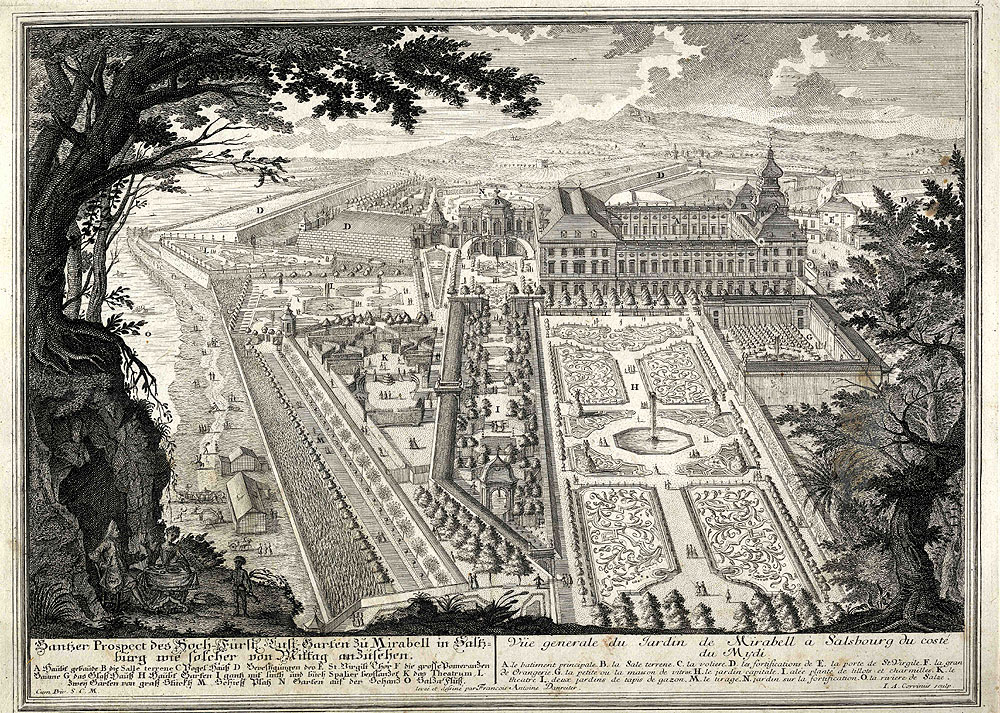
El jardín en una estampa de 1735
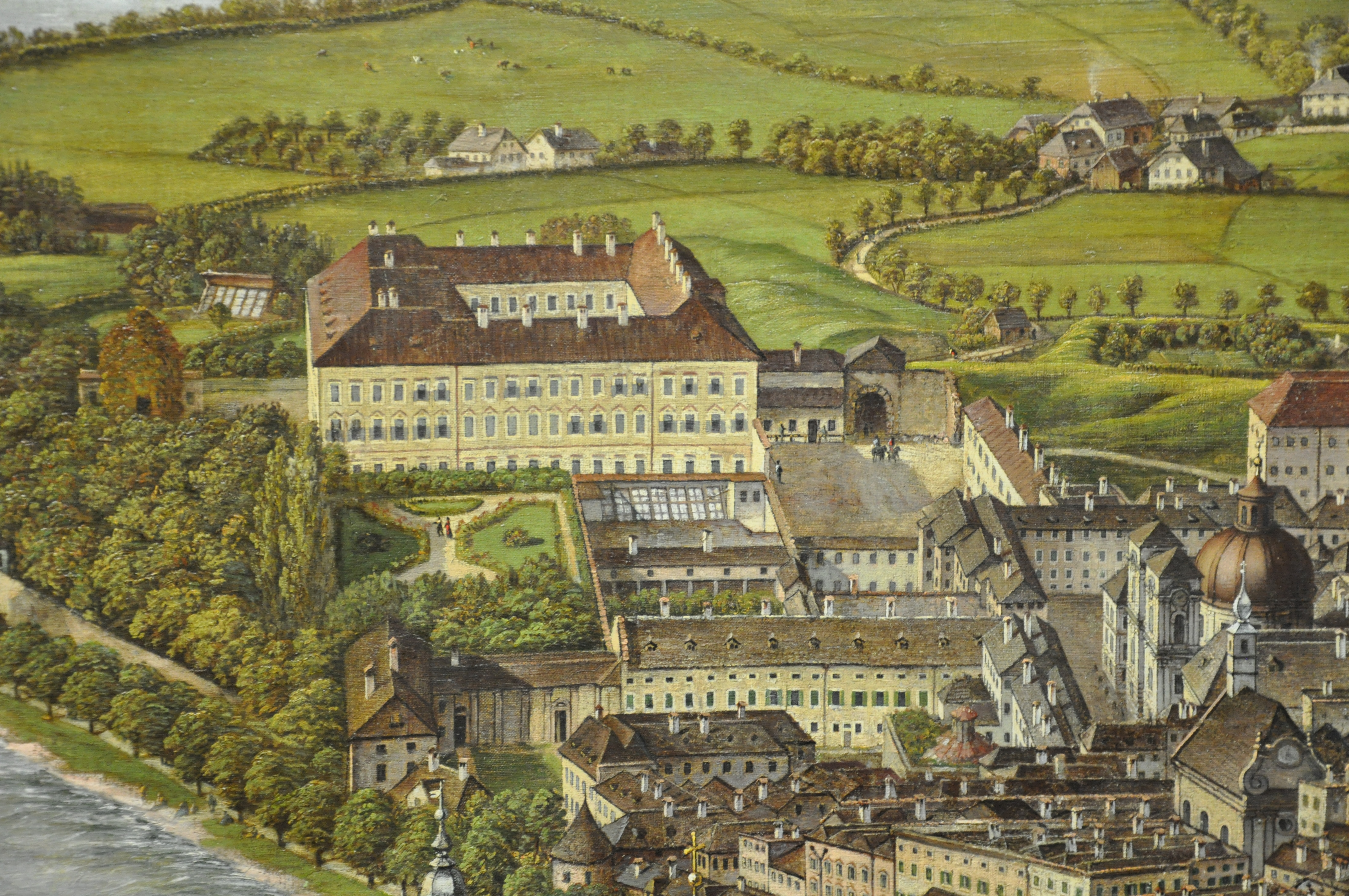
Vista del castillo en una Sattler-Panorama de 1829

Vistas exteriores
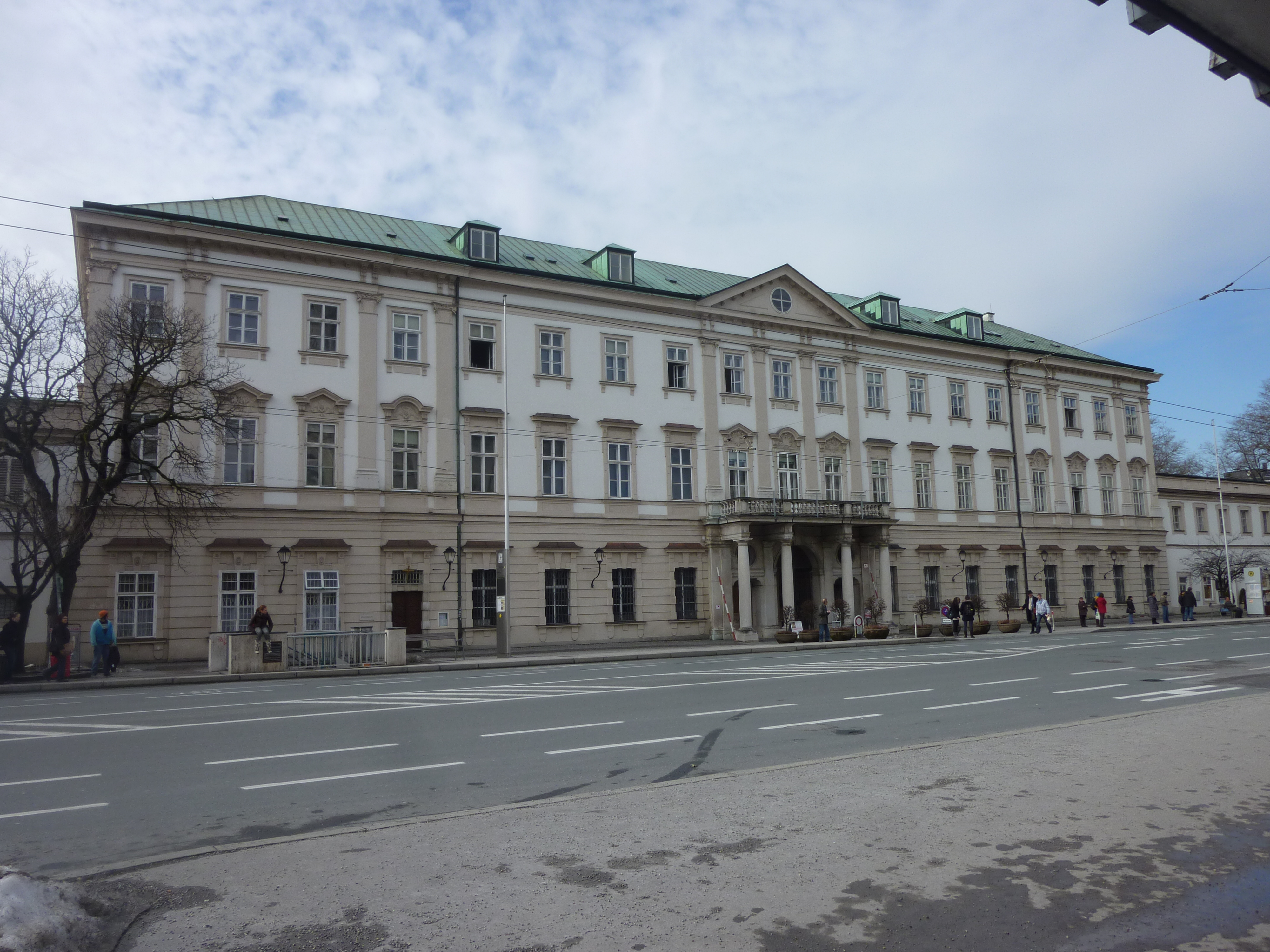
Fachada principal  sobre la Mirabellplatz
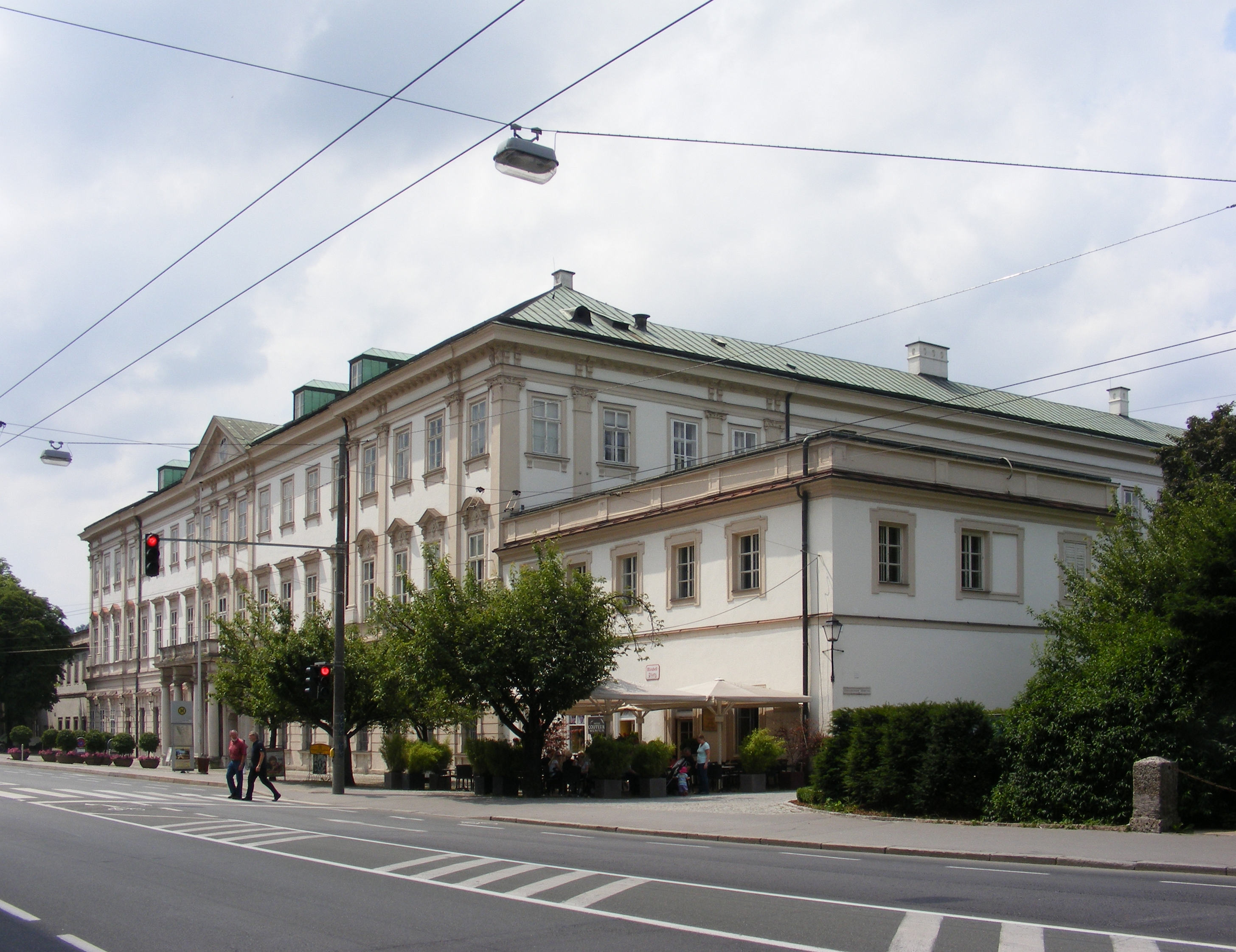
Vista de la misma fachada del lado opuesto
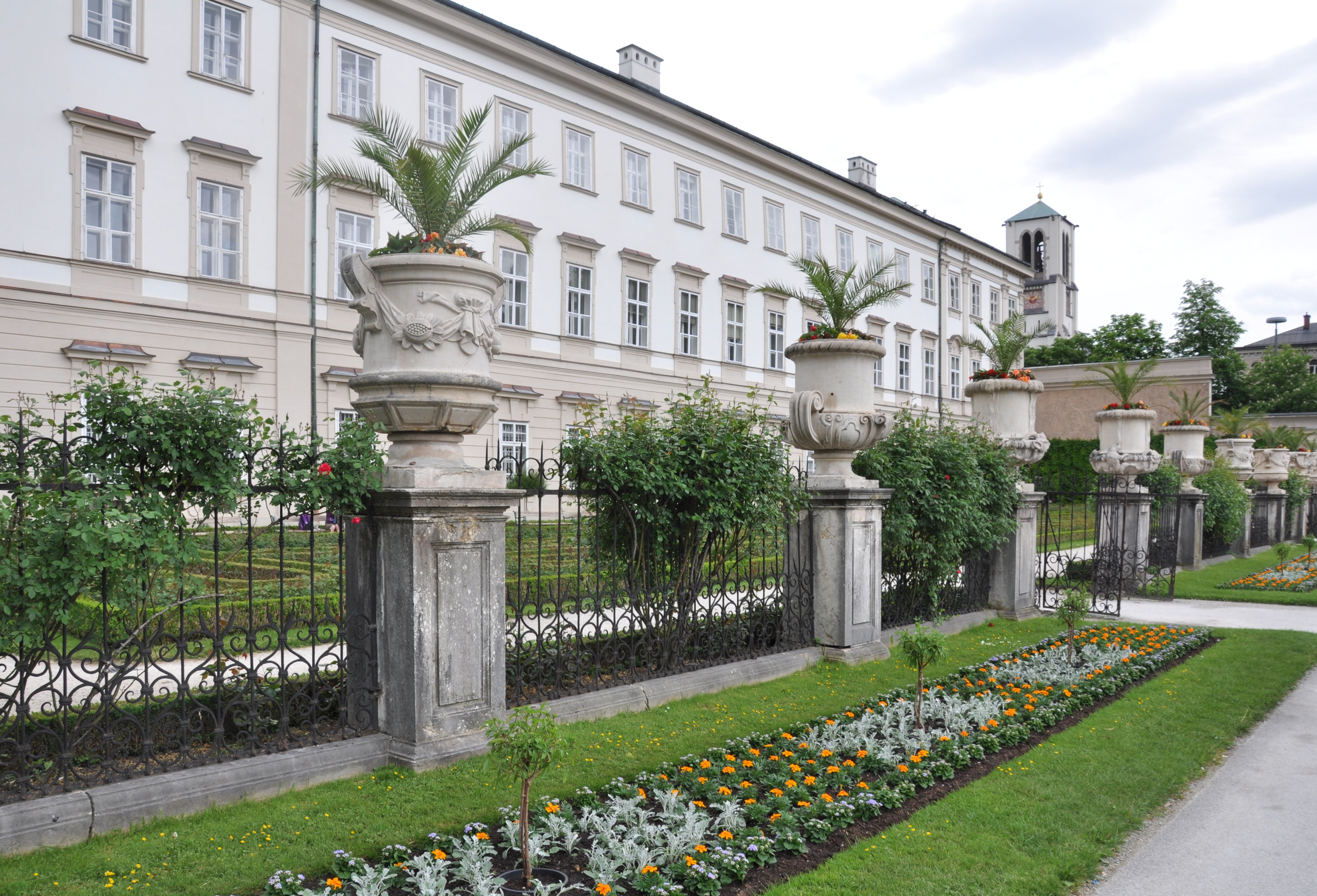
Fachada sobre el jardín de rosas

Vistas del interior
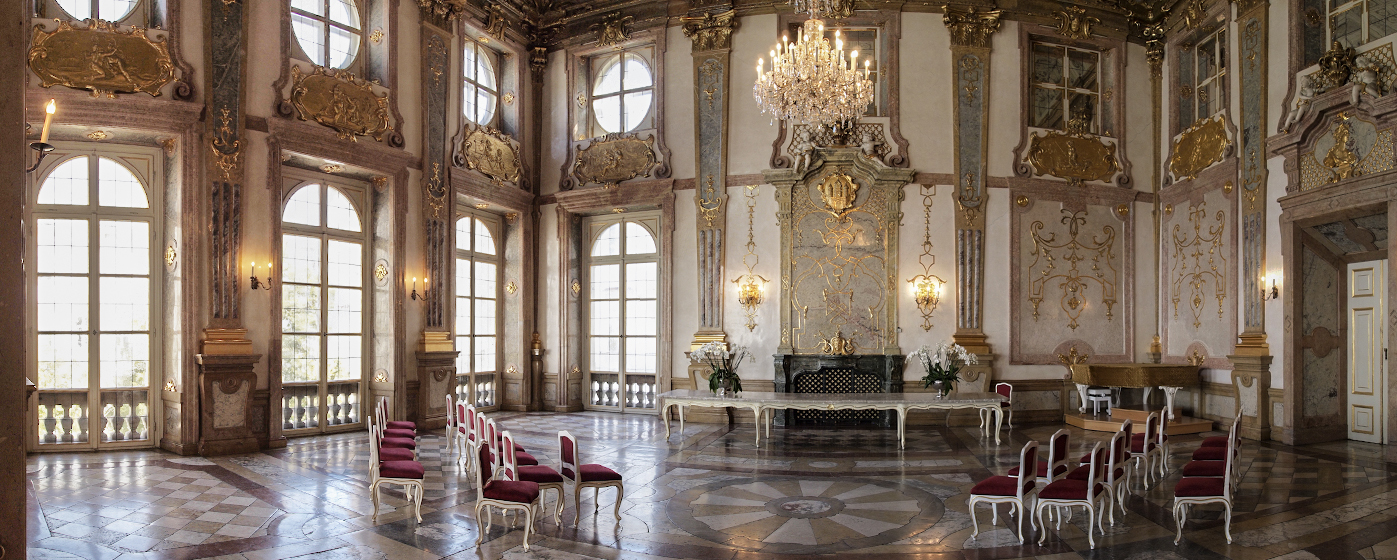
La barocca Sala di Marmo
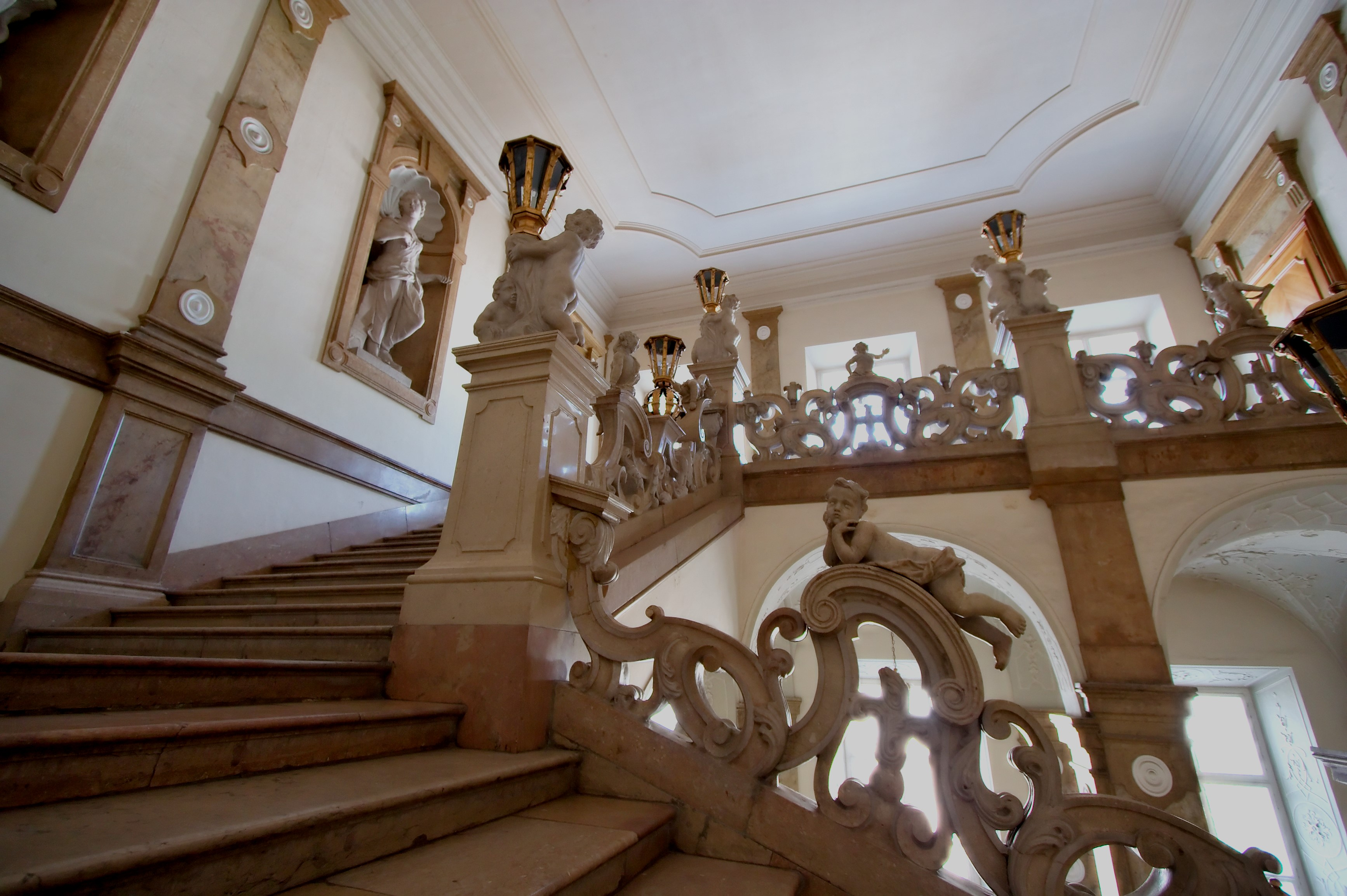
La gran escalinata interior en estilo rococó
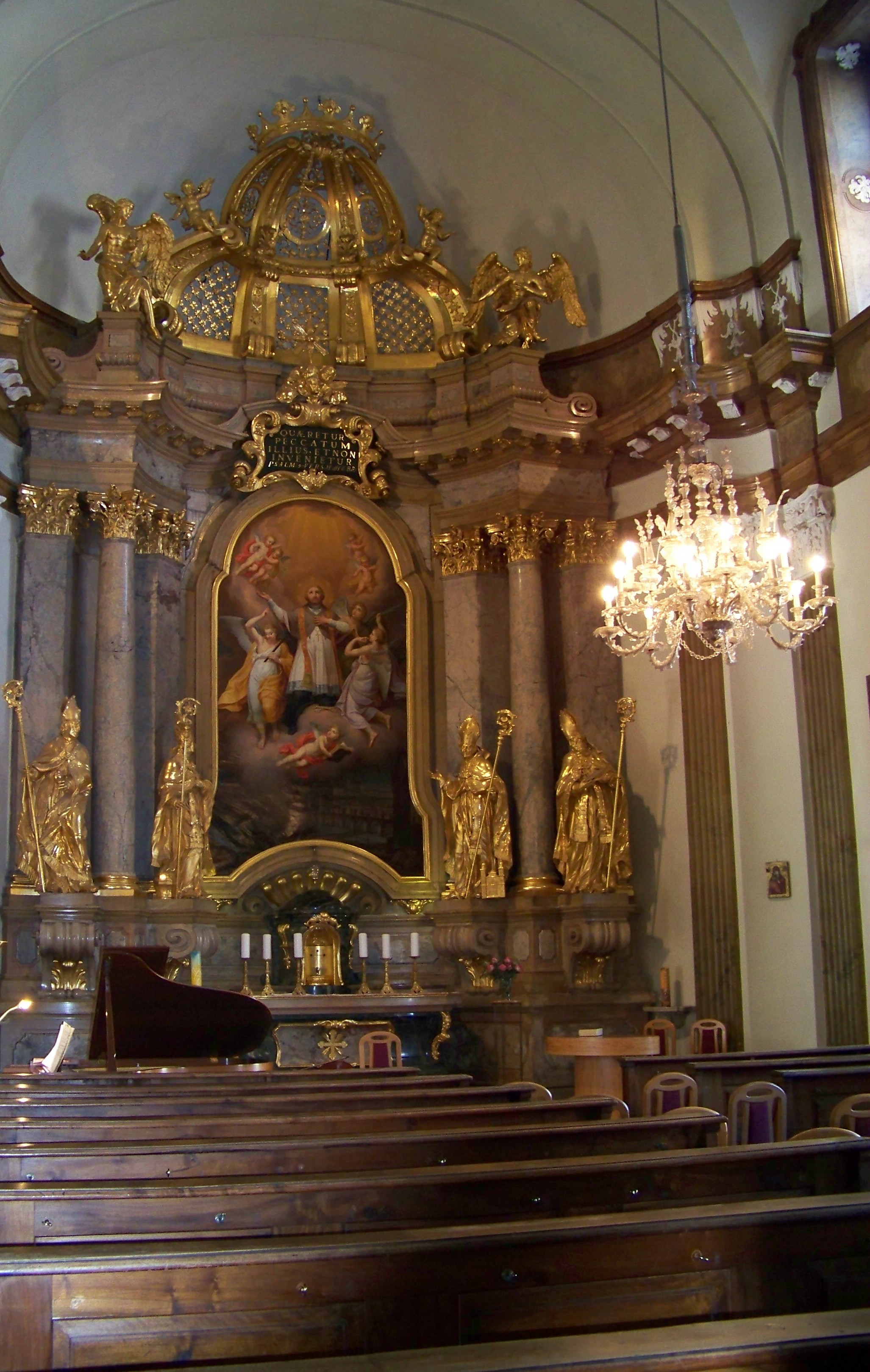
Iglesia del castillo

Vistas del jardín
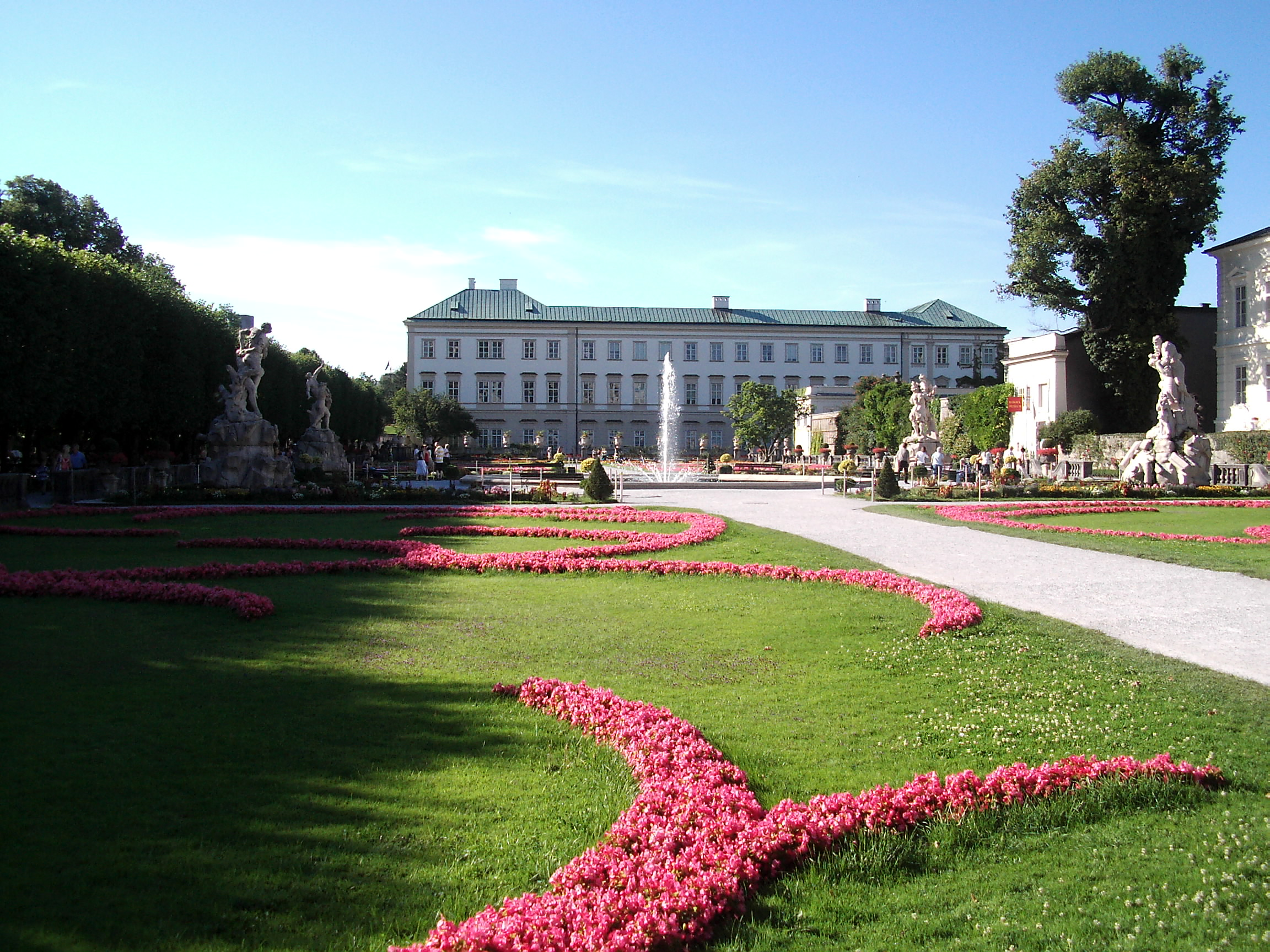
Jardines del palacio
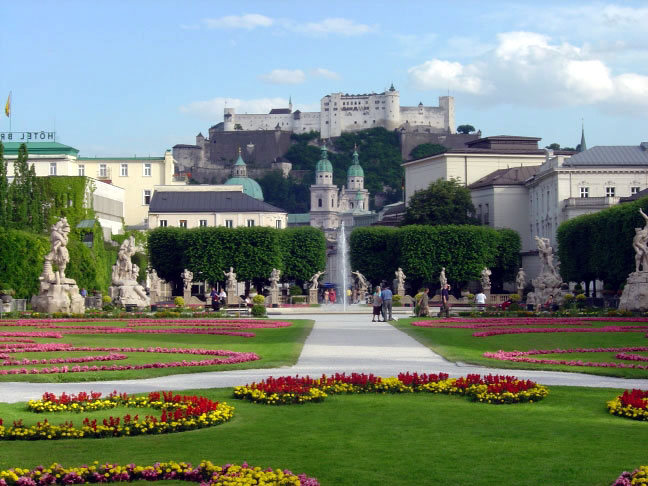
Perspectiva del jardín sobre la ciudad
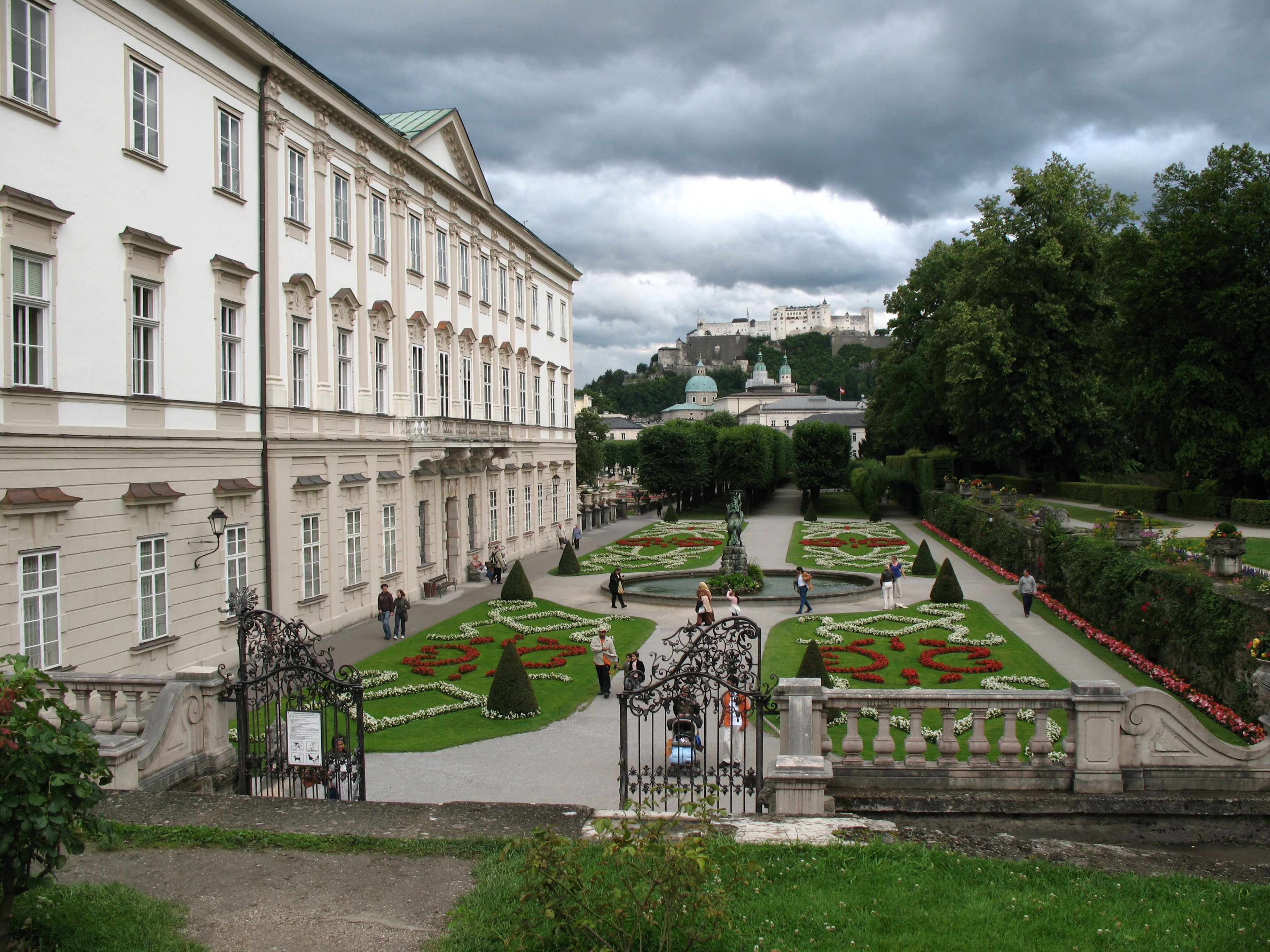
El jardín de Pegaso